# Cosmic Air
Cosmic Air war eine nepalesische Fluggesellschaft mit Sitz in Kathmandu (Nepal), die ihren Betrieb im Jahr 2008 eingestellt hat.

## Geschichte
Cosmic Air wurde 1997 gegründet. Die Aufnahme des Flugbetriebs erfolgte am 1. Januar 1998 mit zwei Mil Mi-17 Helikoptern. Zusätzlich wurde ab August 1998 eine Dornier 228 eingesetzt. Im Jahr 2005 bestand die Flotte der Gesellschaft aus zwei Dornier 228, einer Saab 340 sowie drei Fokker F-100. Das Unternehmen besaß ein Luftfahrt-Drehkreuz am Flughafen Kathmandu; ein weiteres Drehkreuz befand sich am Flughafen Pokhara.
Cosmic Air stellte ihren Betrieb im Jahr 2008 ein. Eigentümer der Fluggesellschaft war Captain RP Pradhan.